# Мігель Анхель Моя
Мігель Анхель Моя Румбо (ісп. Miguel Ángel Moyá Rumbo; 2 квітня 1984, Бініссалем) — іспанський футболіст, воротар клубу «Атлетико Мадрид». Чемпіон Європи серед юнаків 2002 року.

## Клубна кар'єра
Вихованець клубу «Мальорка», дебютував в основній команді у 2004 році, в першому ж сезоні провівши за команду 32 гри. Вдалого продовження настільки рано розпочатої професійної кар'єри, проте, не сталося: з 2007 року футболіста стали переслідувати травми, що дозволили йому зіграти в останньому сезоні за «Мальорку» всього 13 матчів.
У червні 2009 року підписав контракт з «Валенсією», дебютував за свій новий клуб у стартовому матчі сезону 2009/10, в якому «Валенсія» обіграла на своєму полі «Севілью» з рахунком 2:0.
2 роки по тому голкіпер, який не зумів за час перебування в «Валенсії» скласти гідну конкуренцію Сесару Санчесу, а пізніше — Вісенте Гуайті, залишив клуб, перейшовши на правах оренди в «Хетафе». Після закінчення сезону «Хетафе» викупив трансфер голкіпера.
4 червня 2014 року Моя підписав контракт на три роки з чемпіонами Іспанії «Атлетіко Мадрид», який заплатив за воротаря 3 млн євро.

## Кар'єра у збірній
Мігель Анхель Моя грав за юнацькі та молодіжні збірні Іспанії всіх віків. У складі юнацької збірної (до 19 років) став чемпіоном Європи у 2002 році. У складі молодіжної збірної брав участь у кваліфікаційному турнірі чемпіонату Європи 2007 року, де збірна Іспанії поступилася у фіналі Італії.

## Досягнення
«Валенсія»
- 3-е місце в чемпіонаті Іспанії: 2009/10

«Атлетіко Мадрид»
- Володар Суперкубка Іспанії: 2014
- Фіналіст Ліги чемпіонів: 2015/16

«Реал Сосьєдад»
- Володар Кубка Іспанії: 2019/20

Збірна Іспанії
- Чемпіон Європи (U-16): 2001
- Чемпіон Європи (до 19 років): 2002